# Piotr Eberhardt
Piotr Jan Eberhardt (ur. 27 grudnia 1935 w Warszawie, zm. 10 września 2020 w Gęsiance) – polski geograf, profesor nauk o Ziemi specjalizujący się w geografii ekonomicznej, geografii ludności i geografii osadnictwa. Autor studiów z dziedziny demografii oraz geografii ludności, w tym problematyki narodowościowej Europy Środkowej i Wschodniej w XX w.

## Życiorys
Ukończył VI Liceum Ogólnokształcące im. Tadeusza Reytana w Warszawie (1954) i Wydział Geografii Uniwersytetu Warszawskiego (1960). Od 1960 r. był związany z Instytutem Geografii i Przestrzennego Zagospodarowania PAN, gdzie w 1968 uzyskał doktorat, w 1976 habilitację, a ostatecznie stanowisko profesora zwyczajnego. Tytuł profesora z zakresu nauk o Ziemi otrzymał w 1994. W latach 1984–2003 wykładał na Katolickim Uniwersytecie Lubelskim, będąc zatrudniony w tamtejszym Instytucie Socjologii na Wydziale Nauk Społecznych.
Wyróżniony w 1994 nagrodą „Przeglądu Wschodniego” za dorobek naukowy poświęcony problematyce wschodniej, w 2002 nagrodą naukową im. Stanisława Staszica PAN, w 2004 nagrodą państwową Prezesa Rady Ministrów za wybitne osiągnięcia naukowe, a w 2009 nagrodą i medalem Zygmunta Glogera.
Ojciec Adama Eberhardta. Pochowany na cmentarzu ewangelicko-augsburskim w Warszawie (aleja 9, rząd 1, miejsce 33).

## Publikacje
- Rozmieszczenie i dynamika ludności wiejskiej w Europie Środkowo-Wschodniej w XX wieku, Warszawa 1991
- Polska granica wschodnia 1939–1945, Warszawa 1992
- Przemiany narodowościowe na Ukrainie XX wieku, Warszawa 1994
- Przemiany narodowościowe na Białorusi, Warszawa 1994
- Między Rosją a Niemcami. Przemiany narodowościowe w Europie Środkowo-Wschodniej w XX wieku, Warszawa 1996
- Przemiany narodowościowe na Litwie, Warszawa 1998
- Polska ludność kresowa. Rodowód, liczebność, rozmieszczenie, Warszawa 1998
- Geografia ludności Rosji, Warszawa 2002
- Ethnic Groups and Population Changes in Twentieth-Century Central-Eastern Europe. History, Data and Analysis, New York, London 2003
- Polska i jej granice. Z historii polskiej geografii politycznej, Lublin 2004
- Przemiany demograficzno-etniczne na obszarze Jugosławii w XX wieku, Lublin 2005
- Twórcy polskiej geopolityki, Kraków 2006
- Rozwój światowej myśli geopolitycznej. Wybrane zagadnienia, Warszawa 2016
- Słowiańska geopolityka, Kraków 2017